# 가요@빅뱅
《가요@빅뱅》은 KBS 코리아에서 방송되었던 가요 관련 프로그램이다.